# Madeleine Berthod
Madeleine Chamot-Berthod (nacida el 1 de febrero de 1931 en Château d'Oex, Vaud) es una esquiadora suiza retirada que logró la medalla de oro olímpica en la prueba de descenso en los Juegos Olímpicos de Cortina d'Ampezzo 1956. En la ciudad italiana Madeleine aventajó a la segunda clasificada en más de cuatro segundos. Fue elegida mejor deportista de su país en 1956.